# そごう心斎橋本店

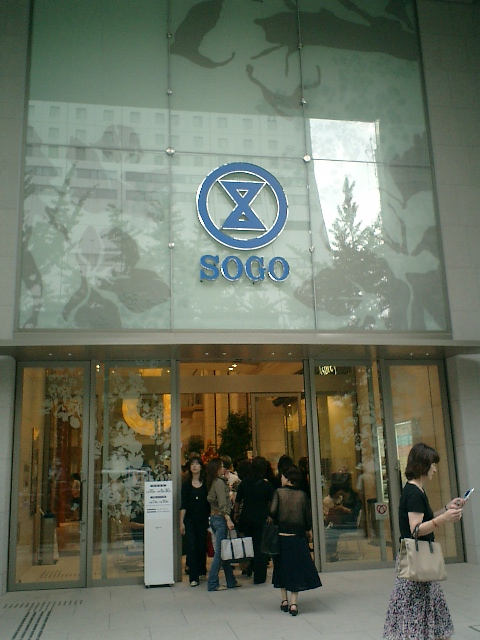
そごう心斎橋本店の入口

そごう心斎橋本店（そごうしんさいばしほんてん）は、かつて大阪府大阪市中央区の心斎橋に存在したそごう・西武が運営する百貨店。本項では、2000年12月25日まで株式会社そごうが同じ場所で運営していたそごう大阪店についても記述する。
心斎橋そごうと呼ばれた大阪店はそごうの本店であり、呉服商時代から心斎橋筋に店を構えていた。2000年のそごうグループ経営破綻により大阪店は休業、西武百貨店と共同で再起をかけ、建て替えを経て創業の地に心斎橋本店を開業させたものの、経営不振により2度目の閉店となった。
跡地は大丸に売却され、大丸心斎橋店北館を経て、心斎橋PARCO となっている。

## そごう大阪店
大阪ミナミの御堂筋沿いに所在したそごう一号店。旗艦店の役割を果たしていた。通称「心斎橋そごう（しんさいばしそごう）」。オープン時のキャッチフレーズは「お遊びに、お買物に」。キャッチコピーは「ガラスと大理石の家」「ピカピカの新館に新品溢る」。
1877年に心斎橋へ移転して以来、隣接する大丸とは呉服商・百貨店として競合関係にあり、結果的に心斎橋筋商店街全体の活性化につながった。
1935年に開業したアールデコ様式の店舗は、村野建築事務所の村野藤吾が設計し大倉土木が建設した（SRC造地下3階・地上8階。31,697m）。「ガラスブロックと大理石の殿堂」と呼ばれるほど贅沢な造りで、モダニズム建築の傑作と評され心斎橋のシンボルとなった。日本初のプラスチックパネルを用いたヌードエスカレーターをはじめ、館内にはシンボルゾーンとして「光の樹」、藤川勇造作のシンボルモニュメント「飛躍の像」が設置され、エレベーターの扉は島野三秋作の「漆螺鈿装飾扉」、館内の天井には鶴丸梅吉作のモザイクタイル天井画「天空」が使用されていた。
終戦後に進駐軍に接収されたが、1952年に接収解除され再開店した。その際に本支店の呼称を廃し、「大阪本店」を「大阪店」、「神戸支店」を「神戸店」に変更した。再開店後の改修により建物の大理石部分はモザイクタイルに変更された。1969年には「株式会社設立50周年記念事業」として増築開店した。
1982年から6年間をかけ「魅力化計画」と称して半年ごとに少しずつリモデルを進め、全館のリモデルを進めていった。1991年11月に地階に「世界の人形時計」としてからくり時計が設置された（閉鎖後、解体に伴い撤去）。
1955年公開の東宝映画『ゴジラの逆襲』の宣伝用スチールに使われ、1989年公開のハリウッド映画『ブラック・レイン』も当店近くで収録された。
2000年12月25日に閉店。最終営業日まで1935年に竣工した建物を使用していた。閉店翌年以降も株式会社そごうは施設に灯りを点け続け、無償で施設を貸すなどの活用策を数年間続けていた。建築物としての歴史的価値が高く評価され、施設保存を訴え解体に反対する声が挙がったものの、建て替えに伴い施設は2003年に解体撤去された。

## そごう心斎橋本店

### 概要
そごう大阪店の解体後、大阪店の跡地は、当初は三越へ売却する予定だったが、当時のそごうの親会社のミレニアムリテイリング社長で、そごう再建を手がけた和田繁明（元西武百貨店社長）の発案により用地売却を撤回した。
2003年12月に建設工事に着工し、2005年8月に竣工。同年9月に「そごう再生のシンボル」として、大阪店の跡地に開業した。心斎橋本店開業時のキャッチフレーズは「なにわ遊覧百貨店」。CMキャラクターに女優の宮沢りえを起用し、大阪らしい賑やかさと華やかさを強調したテレビCMや新聞広告を積極的に展開した。
ミレニアムリテイリングはそごう心斎橋本店の開店に先立ち、2005年6月にそごうの登記上の本店所在地を大阪市中央区へ移し、商品本部に関西担当を新設、西武百貨店の関西法人外商部をそごうに移管し関西地区の法人外商をそごうに一本化、同時にそごうの関東地区の法人外商を西武百貨店へ移管するなど、復活させたそごう心斎橋本店を中心に関西地区での事業の強化を計画していた。同時に西武百貨店池袋店も、そごう心斎橋本店の開業を前に「池袋本店」に店名変更 している。
ミレニアムリテイリング内の西武百貨店と差別化するため、中高年の富裕層をターゲットにした高級志向の店舗展開を図り、個性的なテナント構成を目指して開店当初は話題となったが、近隣のアメリカ村をはじめとする心斎橋界隈の急速な若年齢層化に対応しきれず、厳しい経営を余儀なくされた。
心斎橋本店のオープン当時は、そごう経営破綻からの再起の集大成として注目を集めた。開店からわずか1か月の間に200万人が来館。再開店から1年後の時点では、再開店前と比較して1日あたりの来客が3,000人増えた。しかし初年度（2006年度）の売上は目標の500億円に届かず、477億円の売上を計上して営業赤字となった。
心斎橋本店が開業した2005年には、隣接するライバル店「大丸心斎橋店」の売上と客数が共に15%増加した。当時の大丸会長であった奥田務は、客の取り合いで売り上げや客数はプラスマイナスゼロと予測していたと述べている。
2006年9月1日に、再オープン1年を記念して得意客を招いた茶会「心斎橋遊覧お茶会」を催した。1587年に豊臣秀吉が開いた「北野大茶会」を模したもので、同年9月2日から11日まで規模を縮小して一般客にも茶を振舞った。

### 2度目の撤退

そごう創業者・初代十合伊兵衛像
2005年の心斎橋本店開業時に設置された。閉店により2009年に神戸店へ移設、2017年11月に横浜店へ移設された。
現在はそごう横浜店屋上「太陽の広場」に設置されている。

2005年に営業を再開したものの、当初の年間売上目標500億円 には届かず、約4億円の追加投資を行って売場の改装などを実施したものの 年々売上が減少し、開店から一度も黒字転換することなく、新装開店からわずか4年で、創業の地から2度目の撤退を迎えることになった。
2008年2月期のセブン&アイの決算補足資料を見ても、そごうの主要店舗として売上高が記載されているのは横浜店・千葉店・神戸店のみであり、心斎橋本店の売上高は当時561億円あった神戸店の売上高を下回っていたものと思われる。
「再生のシンボル」として開店した心斎橋本店は、大阪店閉店から9年弱、念願の再開店からわずか4年で、そごう創業の地から完全撤退という形での閉店を余儀なくされた。奇しくもそごうが心斎橋で百貨店事業を始めた1919年から90年という節目の年であった。2009年8月19日から最終営業日までは「そごう心斎橋本店カウントダウン」として閉店までの日数を入口前に表示していた。8月31日に心斎橋本店は閉店した。8月1日にセブン&アイ・ホールディングス傘下となっていたミレニアムリテイリングとそごう・西武百貨店が合併しそごう・西武となったが、心斎橋本店はその最初の閉鎖店舗となった。
閉店から間もない2009年9月に、店の屋上に置かれたそごうの創業者・十合伊兵衛のブロンズ製の座像が月の上旬に撤去されることになった際、そごうの元社員らが拝観に訪れるようになったという。坐像は心斎橋本店が「再生のシンボル」として誕生した際に、のれんを守るとの誓いを込めて制作されたもので、当面はそごう神戸店で保管されるとしていた。しかしその後、そごう神戸店もエイチ・ツー・オーリテイリングへ譲渡されたため、2018年にそごう横浜店の屋上へ移設されている。

### 建物データ
S･SRC造の地下2階 - 地上14階、延床面積58,400m2、営業面積約40,000m2。ハートビル法の認定を受けていた。当初は地上8階・地下3階で建設する予定だったが、売場面積の拡張を狙い、建物の容積率の規制緩和を待って着工したため営業再開が延期した。
建物のデザインと企画はアメリカ・シアトルのキャリソン・アーキテクチャー社が手がけた。2006年2月には、アメリカの店舗デザイン専門誌『VMSD』が主催する国際店舗デザインコンテストの総合百貨店部門で、そごう心斎橋本店が1位に選ばれた。
2007年11月26日に、大阪府・大阪市・大阪府建築士会の3者が「個性豊かな都市景観作りに貢献した建物」として、第27回「大阪都市景観建築賞（大阪まちなみ賞）」の知事賞にそごう心斎橋本店が選ばれた。選定理由として、施設の壁面に曲線を用いたバルコニーデザインを取り入れていたことを挙げ、遠景近景ともに御堂筋と調和していることが評価された。

### 建物の売却
心斎橋本店の閉館後、株式会社そごう・西武が保有していた心斎橋本店の土地・建物は、隣接する大丸（現：大丸松坂屋百貨店、J.フロント リテイリング傘下）に379億1,000万円で売却された。2009年9月末に建物の引渡しが行われ、2か月間の改装を経て、2009年11月14日に「大丸心斎橋店 北館」としてリニューアルオープンした。14階に併設されていた「そごう劇場」は「大丸心斎橋劇場」へ改称された。その後、デパ地下の復活などを経て、2019年9月に「大丸心斎橋店 北館」が閉館した。
リニューアル工事の後、J.フロント リテイリング傘下のパルコとしてリニューアルされることになり、2020年11月20日、心斎橋PARCOとして開店した。当初は2021年春の予定だったが、前倒しでの開業となった。なお、この心斎橋PARCOは2代目店舗で、2011年まで当地の北方に初代店舗があった。
一方、そごう・西武はそごう神戸店を関西の拠点として関西地区での事業の再構築を図ったが、業績不振が続いたため、2017年にそごう神戸店・西武高槻店をエイチ・ツー・オーリテイリングへ譲渡した。売却後も「そごう」「西武」の屋号はしばらく維持されたが、2019年にそごう神戸店は神戸阪急、西武高槻店は高槻阪急へと転換された。
2020年にそごう西神店と西武大津店も閉店、関西地区からそごう・西武の百貨店事業は完全に撤退した。2021年現在、法人向けの商事事業部は大阪市に西日本商事部を置いている。これにより、大阪を発祥とするそごうの店舗は関西地区から消滅することとなった。

## 沿革

### 創業 - 終戦まで
- 1830年（天保元年） - 十合伊兵衛が、大坂の坐摩神社（陶器神社）近くに古手屋（古着屋）「大和屋」を開業[20]。
- 1860年
  - 3月7日 - 近隣より出火類焼。
  - 12月12日 - 近隣より出火類焼。
- 1872年（明治5年） - 吊りぎれを売り出す。
- 1875年（明治8年）2月7日 - 坐摩の大火により類焼。
- 1876年（明治9年） - 大和屋を大阪府第2大区安堂寺橋通3丁目に移転し木綿呉服店を開業。
- 1877年（明治10年） - 大和屋を大阪府第2大区心斎橋筋1丁目に移転し、呉服商に転業、商号を「十合呉服店」とする[20]。
- 1889年（明治22年） - 心斎橋店が南区内となる。
- 1894年10月1日 - 大丸心斎橋店の北側に移転、以後そごうとしては大阪店、心斎橋本店を置く。
- 1897年（明治30年）
  - 5月26日 - 十合合名会社設立。
  - 9月30日 - 電話架設。
- 1900年 - ショーウインドー設置。
- 1901年3月1日 - 売場に陳列場新設。
- 1903年3月1日 - 売場に陳列場新設。同時に第五回内国博覧会に協賛出品。
- 1904年9月 - 地方出張販売開始。
- 1907年4月 - 耐火土蔵造り店舗建築を起工。
- 1908年
  - 4月1日 - 耐火土蔵造り2階建ての店舗を新築開店し会社組織整備。百貨店営業をめざす。
  - 10月2日 - 商号を合名会社十合呉服店と変更。
- 1910年
  - 1月 - 意匠図案部設置。
  - 10月 - 十合洋服店心斎橋筋1丁目8番地に移転。
- 1911年10月 - メッセンジャー制を採用し仕入部を大宝寺西之町に設置、高砂会を結成。寄宿舎を南区清水町に設置。
- 1912年12月2日 - 天王寺区餌差町に寄宿舎味原寮を新築。
- 1917年5月20日 - 鉄筋コンクリート造の地下1階・地上4階の増築を起工。
- 1918年 - 新店舗を完成。
- 1919年（大正8年）
  - 増築開店し百貨店事業を開始、同時に美術部設置。
  - 12月20日 - 資本金10万円で株式会社十合呉服店設立[21]。
- 1920年5月 - 大暴落半額売出し開催。
- 1921年
  - 7月 - 蔵ざらへ売出し創始。
  - 8月1日 - コタチ百貨部創設。
  - 9月 - 持越品競売日 時間提供等の売出し開催。
- 1923年
  - 9月 - 外売部に通信販売係設置。
  - 10月1日 - 十合洋服店吸収、洋服部新設。
- 1925年
  - 1月 - 5階建に増築。
  - 3月 - 大大阪記念博覧会協賛催し「流行の大阪館」開催。
- 1926年4月 - 本格的夜間営業開始。
- 1927年4月15日 - 十合ビルヂング大阪本店新築用地買収開始。
- 1928年9月1日 - 下足預りを廃止全店土足とす。
- 1930年3月10日 - 本店新店舗設計を村野藤吾に委嘱。
- 1931年
  - 8月26日 - 大倉土木と本店建築工事契約締結。
  - 10月22日 - 本店第一期工事起工
- 1932年
  - 6月30日 - 大阪本店が竣工。
  - 7月11日 - 大阪本店建築契約を実費精算方式に改更。
  - 9月6日 - 大阪本店通信販売チェーン店募集。
- 1933年（昭和8年）
  - 2月27日 - 大阪本店第1期工事上棟式。
  - 7月3日 - 大阪本店第1期工事竣工。
  - 7月5日 - 大阪本店第1期新築開店。
  - 10月12日 - 大阪本店第2期建築用地として鴻池銀行所有地の取得決定。
  - 10月1日- 神戸支店、元町より三宮阪神ビル（現在地）に移転、新築開店[20]。
- 1934年（昭和9年）
  - 1月10日 - 大阪本店第2期工事起工。
  - 3月1日 - 大阪本店組織機構整備。
  - 6月1日 - 大阪本店心斎橋入口閉鎖臨時入口を北隣に設置。
- 1935年（昭和10年）
  - 3月24日 - 板谷宮吉に大阪本店建築資金調達協力を申入れ。
  - 6月27日 - 板谷宮吉と大阪本店建築資金導入覚書交換。
  - 9月24日 - 大阪本店第2期工事竣工。
  - 10月1日 - 大阪本店が新築開店。同時に建物を十合ビルヂングに売却し同社と賃貸借契約締結。
- 1936年
  - 8月10日 - 十合ビルヂングいづ勘化粧品店所有地を買収登記。
  - 9月14日 - いづ勘跡地に第3期工事起工。
- 1937年12月1日 - 大阪本店第3期工事竣工全館新築開店。
- 1938年
  - 7月7日 - 大阪本店慰問品売場開設。
  - 8月1日 - 大阪本店愛国お買物貯金実施。
  - 9月3日 - 大阪本店百貨更生部を設置。
- 1940年（昭和15年）4月 - 株式会社十合と商号変更[21]。

### 終戦 - 1970年代
- 1946年（昭和21年）7月 - 大阪本店がアメリカ進駐軍に接収され[21]、米軍のPX（Post Exchange＝米軍購買部）として使われる。
- 1949年（昭和24年） - 大証一部上場。
- 1952年（昭和27年）
  - 1月 - 講和条約発効により接収解除[21]。「大阪本店」を「大阪店」、「神戸支店」を「神戸店」に呼称変更。
  - 6月 - 大阪店を再開店[21]。
- 1957年（昭和32年）5月25日 - そごう東京店（通称：有楽町そごう）を国鉄有楽町駅前の読売会館に開店[22]、東京進出。
- 1958年（昭和33年） - 水島廣雄がそごうに入社、副社長に就任。
- 1961年（昭和36年） - そごうが東証一部上場。
- 1962年（昭和37年） - 水島廣雄がそごう社長に就任。
- 1967年（昭和42年）- 株式会社千葉そごう設立（10月28日[23]）を皮切りに、地域子会社による全国多店舗展開を開始。
- 1969年（昭和44年）
  - 増築開業。
  - 法人改組50周年を機に株式会社そごうへ商号変更。

### 1980年代 - 1990年代
- 1982年 - 心斎橋側に正面玄関完成。1階、中2階一部リモデル[2]。
- 1984年 - 地下食品フロア、2階特選サロン「パレロワイヤル」、1階 - 5階をリモデル[2]。
- 1986年 - 1階心斎橋側に特選ブティックフロアオープン、御堂筋側にDCブランドフロア「EXPRESSION」オープン。[2]。
- 1987年 - 5階紳士フロアをリモデル、1階を一部リモデル[2]。
- 1988年 - 6階リビングフロアをリモデル、1階、2階、4階を一部リモデル[2]。
- 1990年（平成2年）- 株式会社西神そごう設立。
  - 10月10日 - 西神そごう開店[24]（神戸店の分店扱いで「そごう神戸店西神館」が正式名称[25]）。
- 1994年（平成6年）- 水島廣雄がそごう社長を退任、会長に就任[26]。

### 2000年代

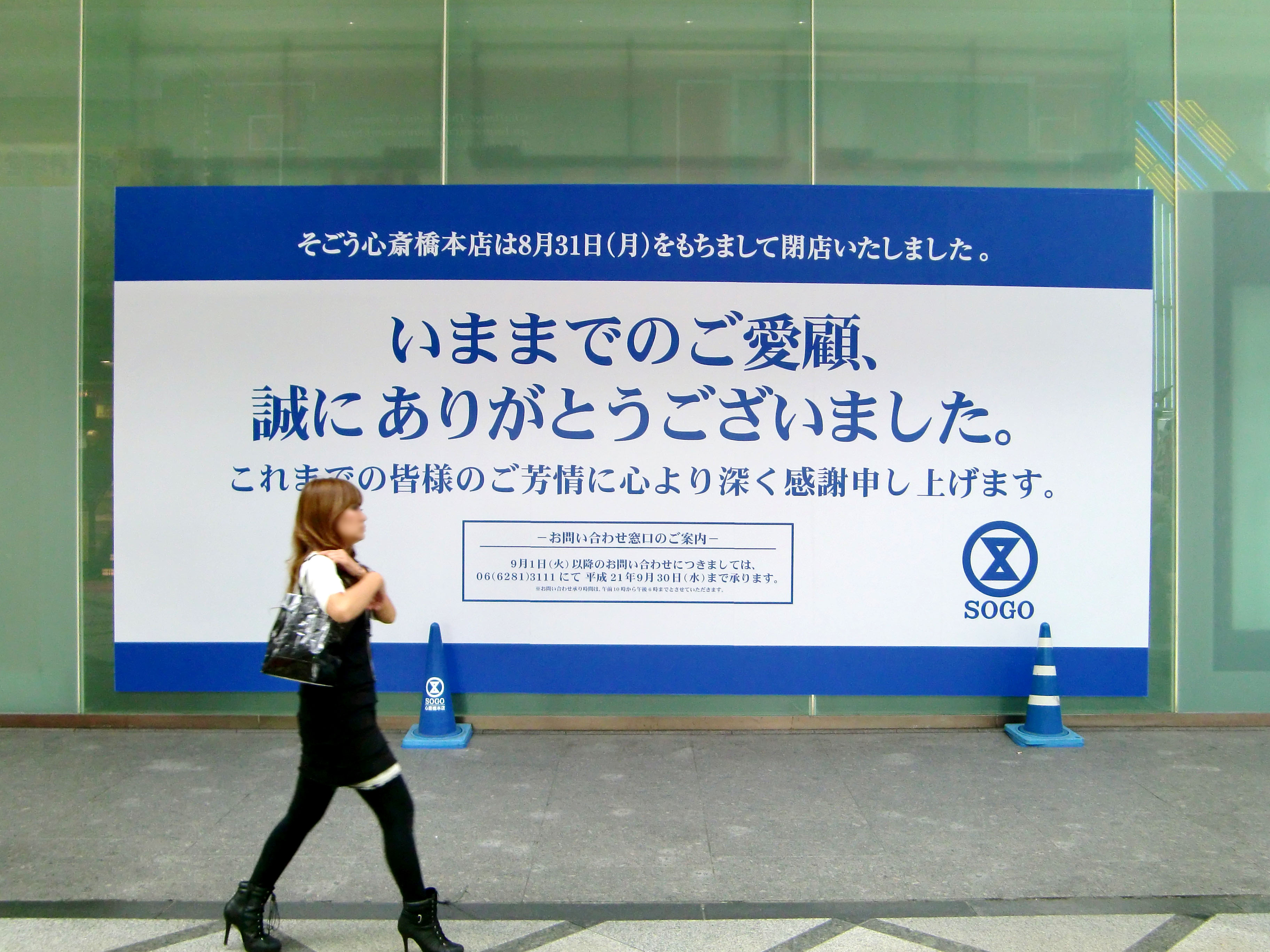
そごう心斎橋本店 閉店後の挨拶
（2009年9月）

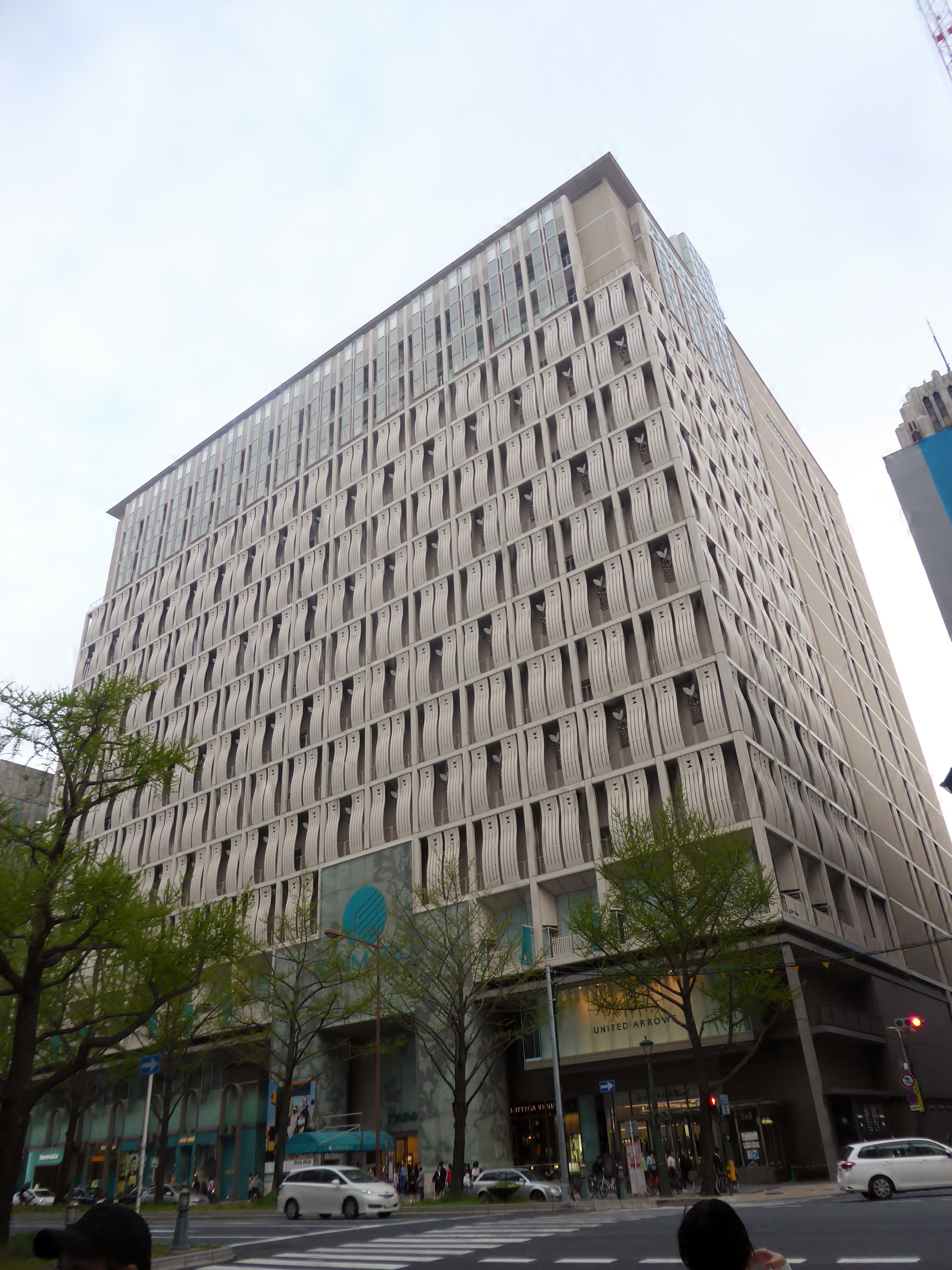
売却後の大丸心斎橋店・北館

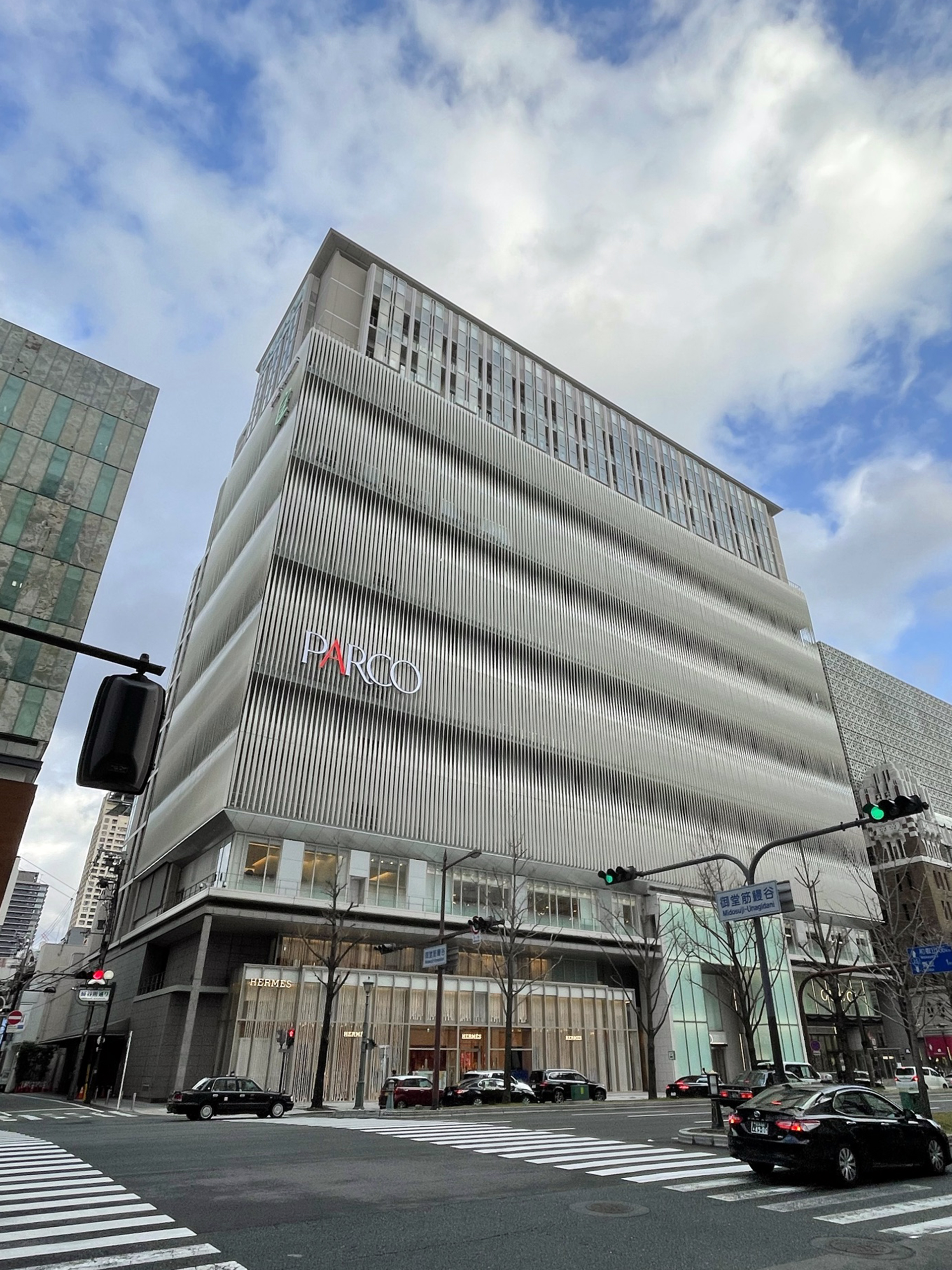
跡地に開業した心斎橋PARCO

- 2000年（平成12年）- 水島廣雄がそごう会長を辞任。
  - 7月12日 - 株式会社そごうなどグループ22法人が民事再生法の適用を申請し事実上倒産。負債総額1兆8,700億円。大阪店の当店の負債総額は6,891億円。
  - 7月26日 - 民事再生手続開始決定。元西武百貨店社長・和田繁明を特別顧問に迎える。
  - 12月25日 - 大阪店を閉店。この閉店自体は民事再生法の適用申請前（水島時代）に決定していたが、閉店の目的については、和田を始めとする新経営陣が「撤退のためではなく、そごう発祥の地にふさわしい店舗として再生させるため」へ方針転換した。
- 2001年（平成13年）
  - 1月31日 - 再生計画認可。
  - 2月 - グループ各社の受け皿となる予定の休眠子会社「株式会社十合」が株式会社西武百貨店と包括的業務提携を締結。再生13社は100%減資し十合から全額出資を受けて同社の完全子会社となる。本社機能を東京都心から横浜市西区の横浜新都市ビルと横浜スカイビルへ移転。
- 2002年（平成14年）
  - 2月 - 「十合」傘下の再生各社のうち、株式会社横浜そごうが、旧上場会社の「株式会社そごう」を吸収合併し「株式会社そごう」に商号変更。この時点で本店は横浜市のままで、心斎橋本店の完成時に旧株式会社そごうと同一の地に移転。
  - 9月1日 - 「十合」傘下の再生各社の合併により、百貨店運営会社「株式会社そごう（旧株式会社横浜そごう）」へ一本化完了。
- 2003年（平成15年）
  - 1月30日 - 東京地裁より再生手続終結決定。
  - 4月 - 1935年（昭和10年）に建てられた大阪店を解体。
  - 6月1日 - ミレニアムリテイリンググループが発足。
  - 12月12日 - 心斎橋本店起工式。
- 2005年（平成17年）
  - 5月31日 - 大阪市心斎橋の旧そごう大阪店を改修し、「心斎橋本店」として9月7日に開店することを発表。
  - 6月13日 - 本社機能と本店を、株式会社横浜そごうの時代から維持していた横浜市から、旧株式会社そごうの本店だった大阪市に移転。
  - 8月2日 - 9月7日に開店する「心斎橋本店」に、約1300台分の駐車場を確保することを発表。このうち、自前で確保した駐車場が274台分、他の1030台分はクリスタ長堀との契約により確保する。
  - 9月7日 - 心斎橋本店が新装開店。開店記念のCMに宮沢りえを起用。
- 2006年（平成18年）6月1日 - ミレニアムリテイリングがセブン&アイの完全子会社となる。
- 2009年（平成21年）
  - 8月1日 - 株式会社そごう・西武が発足。
- 2009年（平成21年）
  - 8月31日 - 心斎橋本店を閉店。土地・建物は、隣接する大丸（J.フロント リテイリング）へ売却。
  - 11月14日 - 跡地に大丸心斎橋店北館が開館（旧そごう心斎橋本店を改装）。
- 2020年（令和2年）
  - 9月 - 大丸心斎橋店北館が閉館。
  - 11月20日 - 跡地に心斎橋PARCO（2代目店舗）が開店。